# NGC 3815
NGC 3815 ist eine Spiralgalaxie vom Hubble-Typ Sab im Sternbild Löwe am Nordsternhimmel. Sie ist schätzungsweise 164 Millionen Lichtjahre von der Milchstraße entfernt. Gemeinsam mit zwei weiteren Galaxien bildet sie die NGC 3798-Gruppe oder LGG 245.
Das Objekt wurde am 10. April 1785 vom deutsch-britischen Astronomen Wilhelm Herschel entdeckt.